# نوئوا پالمیرا
نوئوا پالمیرا (به اسپانیایی: Nueva Palmira) شهری در کشور اروگوئه، استان کولونیا است که جمعیت آن در سرشماری سال ۲۰۰۴ میلادی ۹٬۲۳۰ نفر بوده‌است.